# (3350) Scobee
Scobee, asteroide núm. 3350 de la sèrie (1980 PJ), fou descobert el 8 d'agost de 1980, per Edward Bowell, des de l'Observatori Lowell situat a Anderson Mesa al sud-oest de Flagstaff (Arizona).
Fou anomenat en honor de Francis Scobee, comandant del transbordador espacial Challenger, que va explotar als pocs instants del seu llançament el 28 de gener de 1986.